# Al-Asr
Al-Asr (Il Tempo) è la centotreesima Sura del Corano, una sura meccana composta da 3 versetti. Questa sura breve ma significativa sottolinea l'importanza del tempo e l'imperativo morale dell'umanità di perseguire la rettitudine e la verità durante la vita terrena.

## Contenuto
- Il Giuramento sull'Asr: La sura inizia con un giuramento sull'importanza del tempo, rappresentato dall'Asr, il periodo di tempo che si riferisce al tardo pomeriggio.
- L'Imperativo Morale: Viene esposto l'imperativo morale dell'umanità di perseguire la rettitudine e la verità durante il loro tempo sulla terra.
- Le Eccezioni alla Perdita: Alla fine della sura, viene fatto notare che l'umanità è in uno stato di perdita, tranne coloro che credono e compiono opere giuste e che si esortano reciprocamente alla verità e alla pazienza.

## Analisi
La Sura Al-Asr è significativa perché sottolinea l'importanza del tempo e l'imperativo morale dell'umanità di perseguire la rettitudine e la verità durante la vita terrena. Essa invita gli esseri umani a riflettere sul valore del tempo e sull'opportunità che offre per perseguire la benevolenza divina. Inoltre, la sura offre una nota di speranza, indicando che coloro che credono e compiono opere giuste sono esentati dalla perdita eterna. Pertanto, la sura serve come un richiamo alla responsabilità individuale e alla ricerca della benevolenza di Allah, invitando gli esseri umani a impegnarsi attivamente nel perseguimento della rettitudine e della verità durante la loro vita sulla terra.